# L'art de matar
L'art de matar (títol original en anglès, The Kill Room) és una pel·lícula de thriller i comèdia criminal estatunidenca del 2023 dirigida per Nicol Paone i escrita per Jonathan Jacobson. És protagonitzada per Uma Thurman, Joe Manganiello, Maya Hawke, Debi Mazar, Dree Hemingway, Samuel L. Jackson i Liv Morgan. S'ha doblat i subtitulat al català.
La pel·lícula es va estrenar el 28 de setembre de 2023 amb la distribució de Shout! Studios.
El rodatge principal va començar a Nova York i Nova Jersey a principis del 2022.